# La Vega (Vega de Liébana)
La Vega es la capital del municipio de Vega de Liébana (Cantabria, España).

## Patrimonio

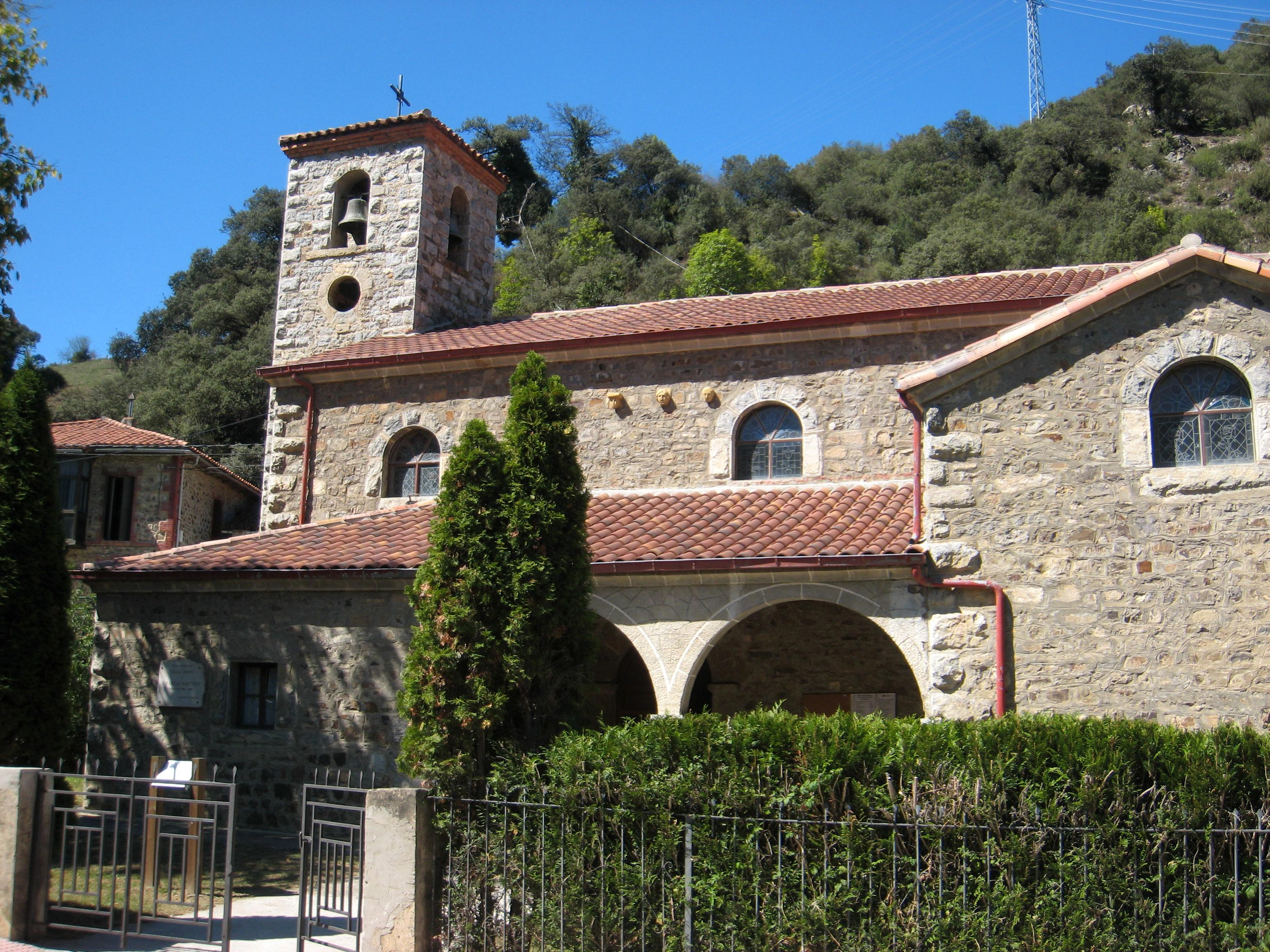
Iglesia de San Vicente Mártir en La Vega.

La iglesia parroquial de San Vicente es de una sola nave y se construyó en 1958, aunque anteriormente hubo un primitivo templo románico, del que se conserva la espadaña. También pueden verse en la iglesia tres cabecitas que probablemente fueron en su día canecillos de aquella otra iglesia anterior.
Hubo tres ermitas, una en cada barrio: San Antonio, Nuestra Señora de las Nieves y San Cristóbal. En esta localidad están los escudos de La Vega (en el ayuntamiento) y de los Salceda y Berdexa (en una casona).

## Economía
Con varias casas rurales, ha enfocado su actividad económica al turismo, aunque también conserva agricultura y ganadería.